# DIN 5035
Die DIN-Norm DIN 5035 Beleuchtung mit künstlichem Licht ist eine DIN-Normenreihe, die sich mit den Anforderungen an künstliche Beleuchtungen in verschiedenen Bereichen beschäftigt.
Die Normenreihe wird zurzeit schrittweise durch Europäische Normen wie etwa EN 12464 abgelöst.

## Teile
(Stand: August 2021)
| Teil | Titel                                                         | Stand |
| ---- | ------------------------------------------------------------- | --- |
| 1    | Begriffe und allgemeine Anforderungen                         | 1990-06, im September 2002 ersetzt durch DIN EN 12665                                                                               |
| 2    | Richtwerte für Arbeitsstätten in Innenräumen und im Freien    | 1990-09, im März 2003 ersetzt durch DIN EN 12464-1 und DIN EN 12464-2                                                               |
| 3    | Beleuchtung im Gesundheitswesen                               | 2006-07, im März 2003 in wesentlichen Teilen abgelöst durch DIN EN 12464-1, ab 2006-07 ergänzende nationale Norm zur DIN EN 12464-1 |
| 4    | Beleuchtung von Unterrichtsstätten                            | 1983-02, seit März 2003 in wesentlichen Teilen abgelöst durch DIN EN 12464-1, ersatzlos zurückgezogen im August 2007                |
| 5    | Notbeleuchtung                                                | 1987-12, im Juli 1999 ersetzt durch DIN EN 1838                                                                                     |
| 6    | Messung und Bewertung                                         | 2006-11, die Ausgabe der Norm berücksichtigt die DIN EN 12464-1 und DIN EN 12665                                                    |
| 7    | Beleuchtung von Räumen mit Bildschirmarbeitsplätzen           | 2004-08, zurückgezogen nach August 2016                                                                                             |
| 8    | Arbeitsplatzleuchten, Anforderungen, Empfehlungen und Prüfung | 2007-07 |

## Kurzinhalt gültiger Teile

### DIN 5035-3
Der Teil 3 der Norm Beleuchtung im Gesundheitswesen legt Anforderungen an die Beleuchtung in allen Räumen des Gesundheitswesens fest, also nicht nur in medizinischen Behandlungsräumen, sondern in allen Räumen, in denen sich Patienten aufhalten.

### DIN 5035-6
Der Teil 6 Messung und Bewertung enthält Anforderungen an die Messgeräte für fotometrische Größen, definiert die Messungen und beschreibt deren Auswertung. Die Norm wird u. a. benötigt zur Untersuchung und Bewertung von Beleuchtungsanlagen hinsichtlich der Einhaltung von Mindestanforderungen.

### DIN 5035-7
Der Teil 7 Beleuchtung von Räumen mit Bildschirmarbeitsplätzen definiert fotometrische Anforderungen an die Beleuchtung von Räumen mit Bildschirmarbeitsplätzen. Dabei wird auch die Anordnung der Arbeitsplätze und Bildschirme definiert.

### DIN 5035-8
Teil 8 Arbeitsplatzleuchten – Anforderungen, Empfehlungen und Prüfung definiert Mindestanforderungen an die Beleuchtung von Arbeitsplätzen. Sie beschreibt die lichttechnischen Anforderungen (z. B. Beleuchtungsstärke, Gleichmäßigkeit, Blendung, Lichtfarbe) an einzelne Arbeitsplatzbeleuchtungen als Ergänzung zur Allgemeinbeleuchtung der Arbeitsstätten.